# Cricket World Cup 1992
Der ICC Cricket World Cup 1992 (offiziell: Benson & Hedges Cup 1992) wurde vom 22. Februar bis zum 25. März 1992 in Australien und Neuseeland ausgetragen. Es war der fünfte Cricket World Cup im vierjährlichen Turnierzyklus im One-Day International-Format, der vom Weltverband International Cricket Council (ICC) organisiert wird, und der erste in der südlichen Hemisphäre. Abweichend vom gewöhnlichen Vierjahreszeitraum wurde er fünf Jahre nach dem vorhergehenden Cricket World Cup 1987 ausgetragen. Der Cricket World Cup 1992 wurde von der Zigarettenmarke Benson & Hedges gesponsert und trägt daher den offiziellen Namen Benson & Hedges Cup 1992.
Neun Cricket-Nationalmannschaften nahmen am Cricket World Cup 1992 teil: Die damals acht Test-Cricket-Länder (Australien, England, Indien, Neuseeland, Pakistan, Sri Lanka, Südafrika und die West Indies), sowie der Gewinner der ICC Trophy 1990 Simbabwe. Während des Cricket World Cup 1992 wurden 39 Spiele absolviert, darunter 36 in der Vorrunde und drei in der Finalrunde, einschließlich des Finales. Alle Mannschaften wurden einer Gruppe zugeordnet, wobei jedes Team einmal gegen die anderen der Gruppe antrat. Die vier besten Mannschaften der Gruppe erreichten hiernach das Halbfinale, dessen Gewinner im Finale aufeinandertrafen. Dieser World Cup wurde im One-Day International-Format ausgetragen, wobei jedes Team jeweils ein Innings über maximal 50 Over bestritten hat. Ein ähnliches Format wurde später beim Cricket World Cup 2019 in England angewendet und auch der Cricket World Cup 2023 in Indien wird in diesem Format ausgespielt.
England, Neuseeland, Pakistan und Südafrika erreichten das Halbfinale. England besiegte Südafrika und Pakistan Neuseeland, wonach Pakistan das Finale im Melbourne Cricket Ground in Melbourne gegen England mit 22 Runs besiegte und somit seinen ersten Titel gewann. Der Titelverteidiger und Mitgastgeber Australien schied bereits in der Vorrunde aus und wurde damit der erste Gastgeber und Titelverteidiger in der Turniergeschichte, der nicht die Finalrunde erreichte. Bis zum Cricket World Cup 2019 war es das letzte Mal, dass im Finale zwei Mannschaften aufeinandertrafen, die zuvor noch keinen Cricket World Cup gewonnen hatten. Nachdem Südafrika nach dem Ende der Apartheid wieder als Test-Cricket-Land durch den ICC zugelassen wurde, nahmen die Proteas erstmals an einem Cricket World Cup teil. Simbabwe nahm zum dritten Mal an einem Cricket World Cup teil, während dies für alle anderen Mannschaften das fünfte Turnier war.

## Vergabe
Der Cricket World Cup 1992 wurde an Australien und Neuseeland vergeben, nachdem der ICC den Cricket World Cup 1987 trotz englischen Widerstands an Indien und Pakistan vergeben hatte und in Verhandlungen ein Rotationssystem annahm.

## Teilnehmer
Die folgenden neun Mannschaften qualifizierten sich für den Cricket World Cup 1992: Australien (Mitgastgeber), England, Indien, Neuseeland (Mitgastgeber), Pakistan, Sri Lanka, Südafrika und die West Indies qualifizierten sich als Vollmitglieder der International Cricket Conference mit Test-Cricket-Status automatisch für den Cricket World Cup 1992. Simbabwe war die einzige teilnehmende Mannschaft ohne Test-Cricket-Status und qualifizierte sich als Sieger der ICC Trophy 1990 gegen die Niederlande. Für das Team aus Südafrika war es die erste Teilnahme bei einem World Cup, nachdem es zwischen 1961 und 1991 nicht Mitglied des ICC war, und es erhielt seinen Teststatus einen Monat nach dem Turnier zurück. Simbabwe erhielt seinen Teststatus ebenfalls noch im selben Jahr.

Teilnehmende Länder des Cricket World Cups 1992; insgesamt 26 Teams nahmen teil.
Vollmitglieder des International Cricket Councils (ICC)
Qualifiziert bei der ICC Trophy 1990
In der Qualifikation gescheitert
Keine Teilnahme

| Land        | Qualifikationsgrundlage | Turnierteilnahme | Letztmalige Teilnahme | Bestes Ergebnis                   |
| ----------- | ----------------------- | ---------------- | --------------------- | --------------------------------- |
| Australien  | Gastgeber               | Fünfte           | 1987                  | Weltmeister (1987)                |
| Neuseeland  | Gastgeber               | Fünfte           | 1987                  | Halbfinale (1975, 1979)           |
| England     | Vollmitglieder          | Fünfte           | 1987                  | Finalist (1979, 1987)             |
| Indien      | Vollmitglieder          | Fünfte           | 1987                  | Weltmeister (1983)                |
| Pakistan    | Vollmitglieder          | Fünfte           | 1987                  | Halbfinale (1979, 1983, 1987)     |
| Sri Lanka   | Vollmitglieder          | Fünfte           | 1987                  | Vorrunde (1975, 1979, 1983, 1987) |
| Südafrika   | Vollmitglieder          | Erste            | –                     | Debüt                             |
| West Indies | Vollmitglieder          | Fünfte           | 1987                  | Weltmeister (1975, 1979)          |
| Simbabwe    | ICC Trophy 1990-Sieger  | Dritte           | 1987                  | Vorrunde (1983, 1987)             |

## Austragungsorte
Als Austragungsorte wurden zehn Stadien in Australien und acht Stadien in Neuseeland ausgewählt.
| Adelaide |

| Albury |

| Ballarat |

| Berri |

| Brisbane |

| Canberra |

| Hobart |

| Mackay |

| Melbourne |

| Perth |

| Sydney |

| Adelaide |

| Albury |

| Ballarat |

| Berri |

| Brisbane |

| Canberra |

| Hobart |

| Mackay |

| Melbourne |

| Perth |

| Sydney |

| Auckland |

| Christchurch |

| Dunedin |

| Hamilton |

| Napier |

| New Plymouth |

| Wellington |

| Auckland |

| Christchurch |

| Dunedin |

| Hamilton |

| Napier |

| New Plymouth |

| Wellington |

## Format
Der Cricket World Cup 1992 wurde über 33 Tage zwischen neun verschiedenen Mannschaften über 39 Spiele ausgetragen. Er begann am 22. Februar 1992 im Eden Park in Auckland, Neuseeland, mit dem Eröffnungsspiel zwischen den beiden Gastgebern Australien und Neuseeland. Das Turnier endete am 25. März im Melbourne Cricket Ground in Melbourne mit dem Finale zwischen England und Pakistan, wobei Pakistan den Benson & Hedges Cup gewann.

### Spielplan
Die nachfolgende Tabelle zeigt das tägliche Programm des Cricket World Cup 1992. Dabei steht ein rotes Kästchen für die Eröffnungs- und Schlusszeremonie, ein violettes Kästchen für Vorrundenspiele, ein grünes Kästchen für Finalrundenspiele und ein gelbes Kästchen für das Finale.
| Vorrunde Februar/März | Sa. 22. | So. 23. | Mo. 24. | Di. 25. | Mi. 26. | Do. 27. | Fr. 28. | Sa. 29. | So. 1. | Mo. 2. | Di. 3. | Mi. 4. | Do. 5. | Fr. 6. | Sa. 7. | So. 8. | Mo. 9. | Di. 10. | Mi. 11. | Do. 12. | Fr. 13. | Sa. 14. | So. 15. | Mo. 16. | Di. 17. | Mi. 18. |
| --------------------- | ------- | ------- | ------- | ------- | ------- | ------- | ------- | ------- | ------ | ------ | ------ | ------ | ------ | ------ | ------ | ------ | ------ | ------- | ------- | ------- | ------- | ------- | ------- | ------- | ------- | ------- |
| Zeremonien            |         |         |         |         |         |         |         |         |        |        |        |        |        |        |        |        |        |         |         |         |         |         |         |         |         |         |
| Vorrunde              | 2       | 2       |         | 1       | 1       | 2       | 1       | 2       | 2      | 1      | 1      | 1      | 2      |        | 2      | 2      | 1      | 2       | 1       | 2       | 1       | 1       | 3       |         |         | 3       |
| Finalrunde März       | Do. 19. | Fr. 20. | Sa. 21. | So. 22. | Mo. 23. | Di. 24. | Mi. 25. |         |        |        |        |        |        |        |        |        |        |         |         |         |         |         |         |         |         |         |
| Finalrunde            |         |         | 1       | 1       |         |         | 1       |         |        |        |        |        |        |        |        |        |        |         |         |         |         |         |         |         |         |         |

### Vorrunde
Der Cricket World Cup 1992 wurde zwischen neun Nationalmannschaften ausgespielt. Für die Vorrunde wurden die Mannschaften derselben Gruppen zugeteilt. Jede Mannschaft bestritt ein Spiel gegen jede andere der Gruppe. Für einen Sieg gab es zwei Tabellenpunkte, für ein Unentschieden oder No Result einen Punkt, für eine Niederlage keinen Punkt. Hatten zwei Mannschaften dieselbe Anzahl an Tabellenpunkten, wurde der Tabellenrang anhand der Net Run Rate, gefolgt von der Net Bowl Rate und dem direkten Vergleich ermittelt.
Am Ende der Vorrunde qualifizierten sich die vier besten der Gruppe für die Finalrunde.

### Finalrunde
Ab dieser Phase nahm das Turnier ein K.-o.-System an für das sich die vier besten Mannschaften der Gruppe qualifizierten. Jedes Spiel musste zwingend mit einem Sieg enden. Gab es nach beiden Innings keinen Sieger, wurde das Spiel am darauf folgenden Tag wiederholt.

## Umpires und Match referees
Während des Turnieres wurden elf Umpires zwei Match referees eingesetzt.

### Umpires
| - Peter McConnell (Australien) - Steve Randell (Australien) - David Shepherd (England) - Piloo Reporter (Indien) - Brian Aldridge (Neuseeland) - Steve Woodward (Neuseeland) | - Khizer Hayat (Pakistan) - Ian Robinson (Simbabwe) - Dooland Buultjens (Sri Lanka) - Karl Liebenberg (Südafrika) - Steve Bucknor (West Indies) |

### Match referees
- Peter Burge (Australien)
- Frank Cameron (Neuseeland)

## Vorrunde
In den Tabellen finden folgende Bezeichnungen Verwendung:
- Spiele
- Siege
- Niederlagen
- Unentschieden
- NR No Result
- Punkte
- NRR Net Run Rate

Tabelle
| Vorrunde    | Sp. | S | N | U | NR | P  | NRR    |
| ----------- | --- | - | - | - | -- | -- | ------ |
| Neuseeland  | 8   | 7 | 1 | 0 | 0  | 14 | +0.592 |
| England     | 8   | 5 | 2 | 0 | 1  | 11 | +0.470 |
| Südafrika   | 8   | 5 | 3 | 0 | 0  | 10 | +0.138 |
| Pakistan    | 8   | 4 | 3 | 0 | 1  | 9  | +0.166 |
| Australien  | 8   | 4 | 4 | 0 | 0  | 8  | +0.201 |
| West Indies | 8   | 4 | 4 | 0 | 0  | 8  | +0.076 |
| Indien      | 8   | 2 | 5 | 0 | 1  | 5  | +0.137 |
| Sri Lanka   | 8   | 2 | 5 | 0 | 1  | 5  | −0.686 |
| Simbabwe    | 8   | 1 | 7 | 0 | 0  | 2  | −1.142 |

Spiele
| 22. Februar Scorecard | Auckland | Neuseeland 248-6 (50)          | – | Australien 211 (48.1) |
|                       |          | Neuseeland gewinnt mit 27 Runs |   |                       |

| 22. Februar Scorecard | Perth | England 236-9 (50)         | – | Indien 227 (49.2) |
|                       |       | England gewinnt mit 9 Runs |   |                   |

| 23. Februar Scorecard | New Plymouth | Simbabwe 312-4 (50)             | – | Sri Lanka 313-7 (49.2) |
|                       |              | Sri Lanka gewinnt mit 3 Wickets |   |                        |

| 23. Februar Scorecard | Melbourne | Pakistan 220-2 (50)                | – | West Indies 221-0 (46.5) |
|                       |           | West Indies gewinnt mit 10 Wickets |   |                          |

| 25. Februar Scorecard | Hamilton | Sri Lanka 206-9 (50)             | – | Neuseeland 210-4 (48.2) |
|                       |          | Neuseeland gewinnt mit 6 Wickets |   |                         |

| 26. Februar Scorecard | Sydney | Australien 170-9 (49)           | – | Südafrika 171-1 (46.5) |
|                       |        | Südafrika gewinnt mit 9 Wickets |   |                        |

| 27. Februar Scorecard | Hobart | Pakistan 254-4 (50)          | – | Simbabwe 201-7 (50) |
|                       |        | Pakistan gewinnt mit 53 Runs |   |                     |

| 27. Februar Scorecard | Melbourne | West Indies 157 (49.2)        | – | England 160-4 (39.5) |
|                       |           | England gewinnt mit 6 Wickets |   |                      |

| 28. Februar Scorecard | Mackay | Indien 1-0 (0.2) | – | Sri Lanka |
|                       |        | No Result        |   |           |

| 29. Februar Scorecard | Auckland | Südafrika 190-7 (50)             | – | Neuseeland 191-3 (50) |
|                       |          | Neuseeland gewinnt mit 7 Wickets |   |                       |

| 29. Februar Scorecard | Brisbane | West Indies 264-8 (50)          | – | Simbabwe 189-7 (50) |
|                       |          | West Indies gewinnt mit 75 Runs |   |                     |

| 1. März Scorecard | Brisbane | Australien 237-9 (50)                    | – | Indien 234 (47/47) |
|                   |          | Australien gewinnt mit 1 Run (Rain Rule) |   |                    |

| 1. März Scorecard | Adelaide | Pakistan 74 (40.2) | – | England 24-1 (8) |
|                   |          | No Result          |   |                  |

| 2. März Scorecard | Wellington | Südafrika 195 (50)              | – | Sri Lanka 198-7 (49.5) |
|                   |            | Sri Lanka gewinnt mit 3 Wickets |   |                        |

| 3. März Scorecard | Napier | Neuseeland 162-3 (20.5/20.5)               | – | Simbabwe 105-7 (18/18) |
|                   |        | Neuseeland gewinnt mit 48 Runs (Rain Rule) |   |                        |

| 4. März Scorecard | Sydney | Indien 216-7 (49/49)       | – | Pakistan 173 (48.1/49) |
|                   |        | Indien gewinnt mit 43 Runs |   |                        |

| 5. März Scorecard | Christchurch | Südafrika 200-8 (50)          | – | West Indies 136 (38.4) |
|                   |              | Südafrika gewinnt mit 64 Runs |   |                        |

| 5. März Scorecard | Sydney | Australien 171 (49)           | – | England 173-2 (40.5) |
|                   |        | England gewinnt mit 8 Wickets |   |                      |

| 7. März Scorecard | Hamilton | Indien 203-7 (32/32)                   | – | Simbabwe 104-1 (19.1/19) |
|                   |          | Indien gewinnt mit 55 Runs (Rain Rule) |   |                          |

| 7. März Scorecard | Adelaide | Sri Lanka 189-9 (50)             | – | Australien 190-3 (44) |
|                   |          | Australien gewinnt mit 7 Wickets |   |                       |

| 8. März Scorecard | Auckland | West Indies 203-7 (50)           | – | Neuseeland 206-5 (48.3) |
|                   |          | Neuseeland gewinnt mit 5 Wickets |   |                         |

| 8. März Scorecard | Brisbane | Südafrika 211-7 (50)                      | – | Pakistan 173-8 (36/36) |
|                   |          | Südafrika gewinnt mit 20 Runs (Rain Rule) |   |                        |

| 9. März Scorecard | Ballarat | England 280-9 (50)           | – | Sri Lanka 174 (44) |
|                   |          | England gewinnt mit 106 Runs |   |                    |

| 10. März Scorecard | Wellington | Indien 197 (50)                               | – | West Indies 195-5 (44/44) |
|                    |            | West Indies gewinnt mit 5 Wickets (Rain Rule) |   |                           |

| 10. März Scorecard | Canberra | Simbabwe 163 (48.3)             | – | Südafrika 164-3 (45.1) |
|                    |          | Südafrika gewinnt mit 7 Wickets |   |                        |

| 11. März Scorecard | Perth | Pakistan 220-9 (50)          | – | Australien 172 (45.2) |
|                    |       | Pakistan gewinnt mit 48 Runs |   |                       |

| 12. März Scorecard | Dunedin | Indien 230-6 (50)                | – | Neuseeland 231-6 (47.1) |
|                    |         | Neuseeland gewinnt mit 4 Wickets |   |                         |

| 12. März Scorecard | Melbourne | Südafrika 236-4 (50)                      | – | England 226-7 (40.5/41) |
|                    |           | England gewinnt mit 3 Wickets (Rain Rule) |   |                         |

| 13. März Scorecard | Berri | West Indies 268-8 (50)          | – | Sri Lanka 177-9 (50) |
|                    |       | West Indies gewinnt mit 91 Runs |   |                      |

| 14. März Scorecard | Hobart | Australien 265-6 (50)           | – | Simbabwe 137 (41.4) |
|                    |        | Australien gewinnt mit 128 Runs |   |                     |

| 15. März Scorecard | Wellington | England 200-8 (50)               | – | Neuseeland 201-3 (40.5) |
|                    |            | Neuseeland gewinnt mit 7 Wickets |   |                         |

| 15. März Scorecard | Adelaide | Indien 180-6 (30/30)            | – | Südafrika 181-4 (29.1/30) |
|                    |          | Südafrika gewinnt mit 6 Wickets |   |                           |

| 15. März Scorecard | Perth | Sri Lanka 212-6 (50)           | – | Pakistan 216-6 (49.1) |
|                    |       | Pakistan gewinnt mit 4 Wickets |   |                       |

| 18. März Scorecard | Christchurch | Neuseeland 166 (48.2)          | – | Pakistan 167-3 (44.4) |
|                    |              | Pakistan gewinnt mit 7 Wickets |   |                       |

| 18. März Scorecard | Albury | Simbabwe 134 (46.1)         | – | England 125 (49.1) |
|                    |        | Simbabwe gewinnt mit 9 Runs |   |                    |

| 18. März Scorecard | Melbourne | Australien 216-6 (50)          | – | West Indies 159 (42.4) |
|                    |           | Australien gewinnt mit 57 Runs |   |                        |

## Halbfinale
| 21. März Scorecard | Auckland | Neuseeland 262-7 (50)          | – | Pakistan 263-6 (49) |
|                    |          | Pakistan gewinnt mit 4 Wickets |   |                     |

| 22. März Scorecard | Sydney | England 252-6 (45/45)                   | – | Südafrika 232-6 (43/43) |
|                    |        | England gewinnt mit 19 Runs (Rain rule) |   |                         |

## Finale
| 25. März Scorecard | Melbourne | Pakistan 249-6 (50)          | – | England 227 (49.2) |
|                    |           | Pakistan gewinnt mit 22 Runs |   |                    |

## Neuerungen
Bei diesem World Cup wurden erstmals farbige Trikots, weiße Bälle und Flutlichtanlagen verwendet. Die eingeführte Rain rule, die die Probleme des alten Systems bei Regen beheben sollte, wurde nach dem Turnier als nicht erfolgreich angesehen. Auslöser dafür war vor allem das Halbfinale zwischen England und Südafrika.

## Statistiken

Ergebnis des Cricket World Cups 1992:
Sieger
Finalist
Halbfinalteilnahme
In der Gruppenphase ausgeschieden
Keine Teilnahme

Die folgenden Cricketstatistiken wurden bei diesem Turnier erzielt.
| ODIs          | ODIs       | ODIs    | ODIs    | ODIs    | ODIs    | ODIs    | ODIs    | ODIs    |
| Batting       | Batting    | Batting | Batting | Batting | Batting | Batting | Batting | Batting |
| Spieler       | Mannschaft | Spiele  | Innings | Runs    | Average | HS      | 100s    | 50s     |
| ------------- | ---------- | ------- | ------- | ------- | ------- | ------- | ------- | ------- |
| Martin Crowe  | Neuseeland | 9       | 9       | 456     | 114,00  | 100*    | 1       | 4       |
| Javed Miandad | Pakistan   | 9       | 9       | 437     | 62,42   | 89      | 0       | 5       |
| Peter Kirsten | Südafrika  | 8       | 8       | 410     | 68,33   | 90      | 0       | 4       |
| David Boon    | Australien | 8       | 8       | 368     | 52,57   | 100     | 2       | 0       |
| Ramiz Raja    | Pakistan   | 8       | 8       | 349     | 58,16   | 119*    | 2       | 0       |
| Bowling       |            |         |         |         |         |         |         |         |
| Spieler       | Mannschaft | Spiele  | Overs   | Wickets | Average | BBI     | 5W      | 10W     |
| Wasim Akram   | Pakistan   | 10      | 89.4    | 18      | 18,77   | 4/32    | 0       | 0       |
| Ian Botham    | England    | 10      | 89.0    | 16      | 19,12   | 4/31    | 0       | 0       |
| Mushtaq Ahmed | Pakistan   | 9       | 78.0    | 16      | 19,43   | 3/41    | 0       | 0       |
| Chris Harris  | Neuseeland | 9       | 72.1    | 16      | 21,37   | 3/15    | 0       | 0       |
| Eddo Brandes  | Simbabwe   | 8       | 70.1    | 14      | 25,35   | 4/21    | 0       | 0       |